# Tess von Piekartz
Tess von Piekartz est une ancienne joueuse néerlandaise de volley-ball née le 24 juillet 1992 à Ootmarsum. Elle mesure 1,70 m et jouait au poste de passeuse. Elle a mis un terme à sa carrière de volleyeuse professionnelle en  avril 2018.

## Clubs
| Club                  | De        | À         |
| --------------------- | --------- | --------- |
| VV Set-Up'65          | 2007-2008 | 2009-2010 |
| VV Pollux             | 2010-2011 | 2010-2011 |
| USC Münster           | 2011-2012 | 2014-2015 |
| Rote Raben Vilsbiburg | 2015-2016 | 2015-2016 |
| Smaesch Pfeffingen    | 2016-2017 | 2017-2018 |

## Palmarès
- Championnat des Pays-Bas
  - Finaliste : 2011.
- Supercoupe de Suisse
  - Finaliste : 2016, 2017.
- Coupe de Suisse
  - Finaliste : 2017.
- Championnat de Suisse
  - Finaliste : 2017, 2018.